# کاپفنبرگ
شهر کاپفنبرگ (به آلمانی: Kapfenberg) در استان  اشتایرمارک با جمعیت  ۲۱٬۹۲۸  نفر در کشور اتریش واقع شده‌است.